# Епархия Миссиссоги
Епархия Миссиссоги — епархия Сиро-малабарской католической церкви с центром в городе Миссиссога, Канада. Кафедральным собором епархии Миссиссоги является церковь святой Альфонсы.

## История
6 августа 2015 года Папа Римский Франциск учредил апостольский экзархат для верующих Сиро-малабарской католической церкви, проживающих в Канаде.
22 декабря 2018 года апостольский экзархат Канады был преобразован в епархию Миссиссоги.

## Ординарии епархии
- епископ Иосиф Каллувелил (с 6 августа 2015 года).

## Статистика
По состоянию на 2018 год епархия Миссиссоги насчитывала около 20.000 верующих.
| год  | население | население | население | священники | священники        | священники         | священники                           | постоянные диаконы | монахи  | монахи  | приходы |
| год  | католики  | всего     | %         | всего      | белое духовенство | черное духовенство | число католиков на одного священника | постоянные диаконы | мужчины | женщины | приходы |
| ---- | --------- | --------- | --------- | ---------- | ----------------- | ------------------ | ------------------------------------ | ------------------ | ------- | ------- | ------- |
| 2015 | 9.000     | ?         | ?         | 15         | 12                | 3                  | 600                                  | ?                  | 3       | ?       | ?       |
| 2018 | 20.000    | ?         | ?         | 23         |                   |                    | 870                                  | ?                  | ?       | 12      | 12      |